# المعهد التونسي للدراسات الاستراتيجية
المعهد التونسي للدراسات الاستراتيجية (بالفرنسية: Institut Tunisien des Etudes Stratégiques أو اختصارا ITES)‏ هي مؤسسة عمومية تونسية لا تكتسي صبغة إدارية، تأسست في 25 أكتوبر 1993، ويقع مقرها في تونس العاصمة، وتقع تحت إشراف رئاسة الجمهورية التونسية.

## المهام
تتمثل مهمة المعهد في البحث والدراسة والتحليل والتنقيب عن آفاق المستقبل، القريب والبعيد، في جميع المسائل الموكلة إليها في إطار هذه المهمة، وذلك بهدف توضيحها، وذلك في ميادين السياسة والاقتصاد والاجتماع والثقافة.
- جمع الدراسات والبيانات الإحصائية والتقارير الواردة من المصادر المتاحة وتقييمها وفقا للأساليب المناسبة والتقنيات العلمية.
- تطوير أدوات العمل المختلفة التي تمكنه من أداء رسالته، بما في ذلك قواعد البيانات والوثائق.
- إقامة علاقات مع المؤسسات والهياكل والجامعات والمراكز البحثية على حد سواء التونسية والأجنبية.
- تنظيم الاجتماعات والندوات التي تجمع الخبراء الوطنيين والدوليين.

## المنشورات
أهم المنشورات:
- تونس في افق 2025
- أي مركزية لتونس معاد تشكيلها؟ (بالفرنسية: ?Quelle décentralisation dans une Tunisie reconfigurée)‏
- النظام الهيدروليكي لتونس في أفق 2030 (بالفرنسية: Le Système Hydraulique de la Tunisie à l’Horizon 2030)‏
- السلفية الجهادية في تونس: الواقع والمآلات.

## الإدارة
يقع المعهد تحت إشراف رئاسة الجمهورية التونسية.

المدير العام للمعهد منذ 2 نوفمبر 2019 هو سامي بن جنات.
المدراء العامون سابقا
- سبتمبر 2017 - نوفمبر 2019: ناجي جلول.
- أغسطس 2015 - سبتمبر 2017: حاتم بن سالم.
- 17 مايو 2012 - ديسمبر 2014: طارق الكحلاوي.
- 15 مارس 2012 - 17 مايو 2012: لطفي الكعبي.
- ؟ - 15 مارس 2012: الطيب الحضري.
- 1999 - 2004: زهير المظفر.

## روابط خارجية
- الموقع الرسمي.